# Nová Sídla
Nová Sídla (en allemand : Neusiedl) est une commune du district de Svitavy, dans la région de Pardubice, en République tchèque. Sa population s'élevait à 260 habitants en 2024.

## Géographie
Nová Sídla se trouve à 6 km au nord-ouest de Litomyšl, à 22 km au nord-ouest de Svitavy, à 37 km au sud-est de Pardubice et à 131 km à l'est-sud-est de Prague.
La commune est limitée par Cerekvice nad Loučnou au nord-ouest, par Tržek au nord-est et à l'est, et par Morašice au sud et au sud-ouest.

## Histoire
La première mention écrite du village date de 1790.

## Administration
La commune se compose de deux sections :
- Nová Sídla
- Sedlíšťka

## Galerie

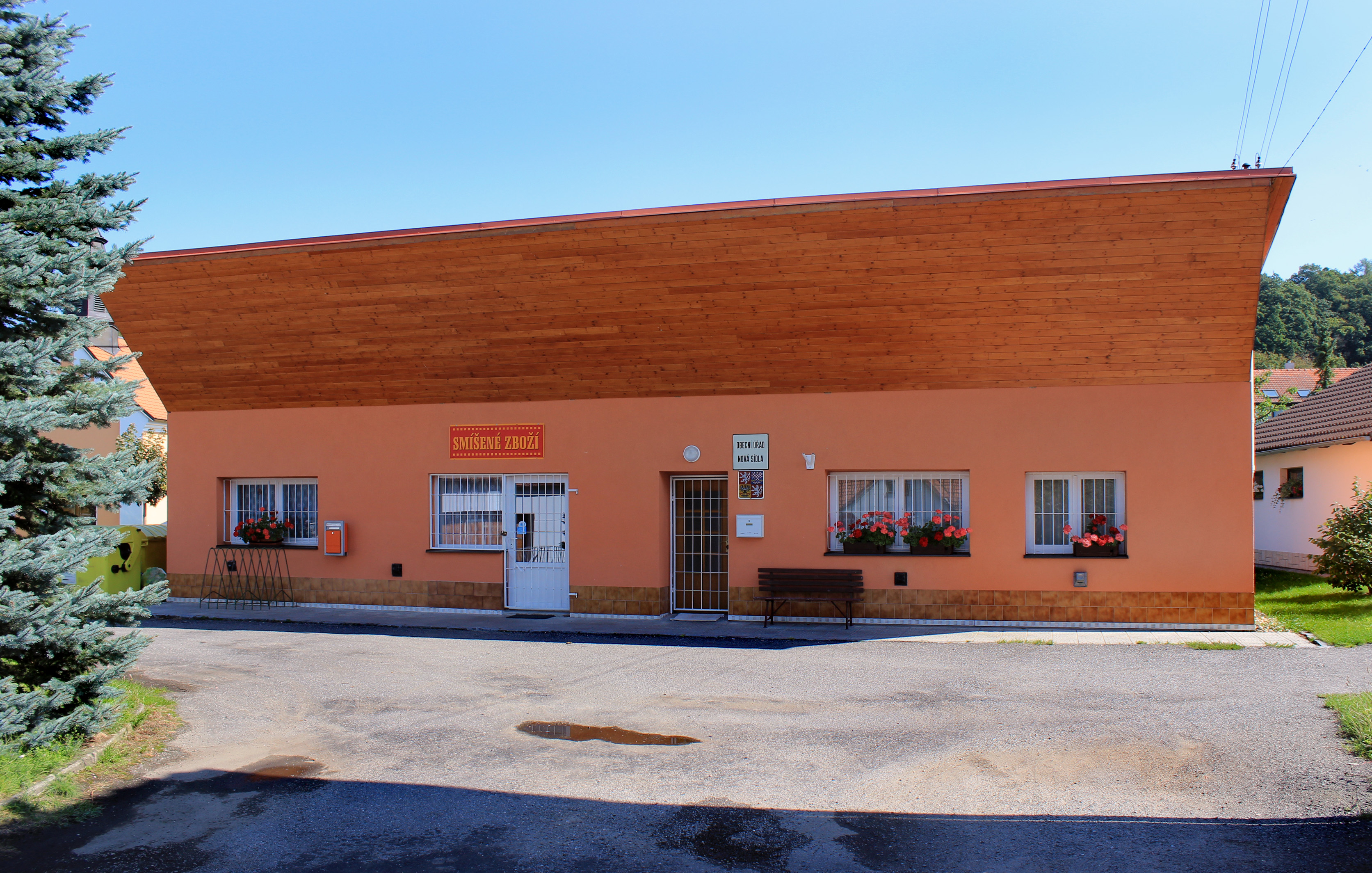
Nová Sídla : la mairie.
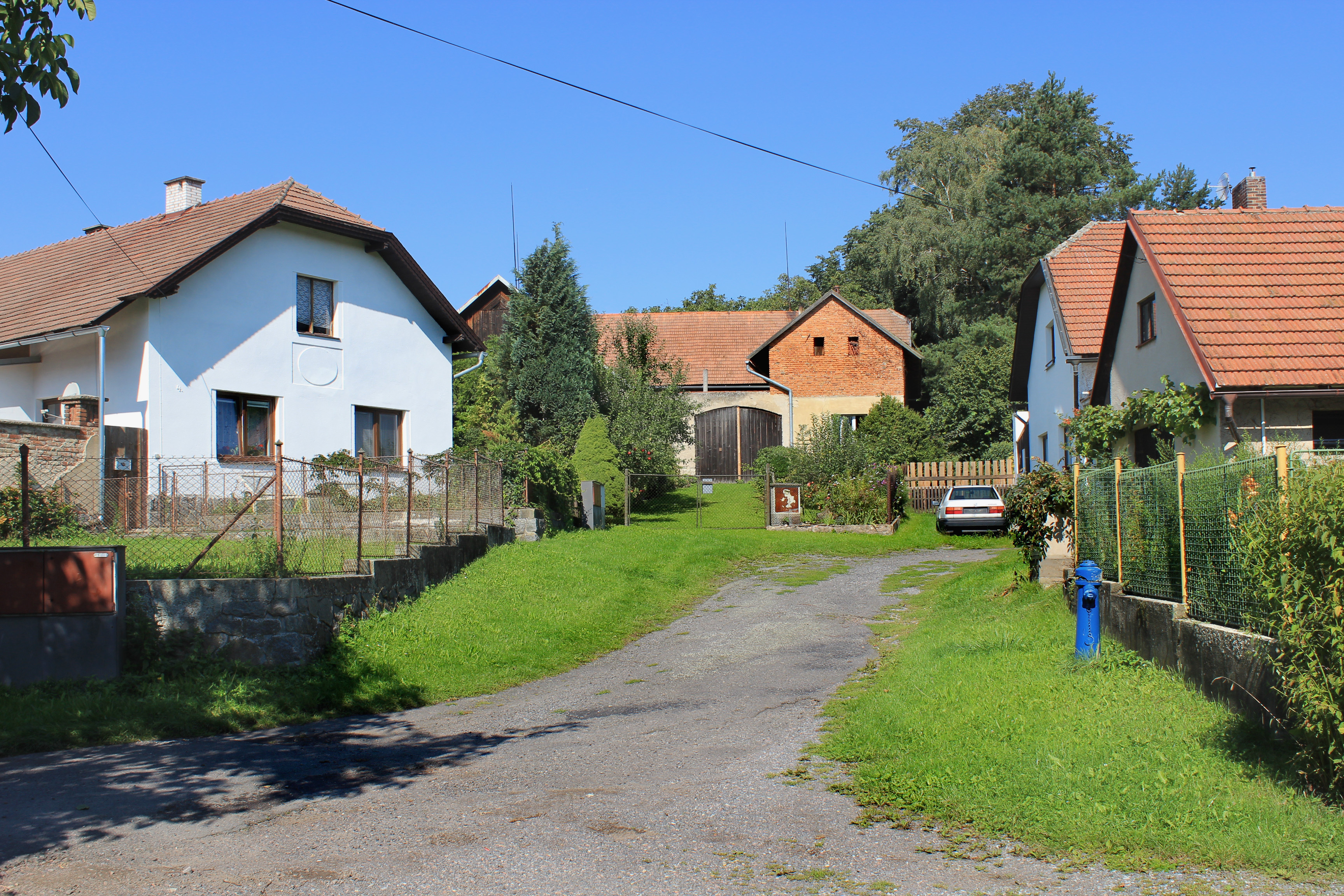
Rue à Sedlíšťka.

## Transports
Par la route, Nová Sídla se trouve à 8,5 km de Litomyšl, à 26 km de Svitavy, à 44 km de Pardubice et à 158 km de Prague. 